# Arlanda Express
Arlanda Express är det produktnamn under vilket A-Train AB med tåg trafikerar sträckan mellan Stockholm C och Arlanda flygplats, över Ostkustbanan och Arlandabanan utan mellanliggande stopp. Förbindelsen Arlanda Express invigdes den 24 november 1999. Restiden från Stockholm C till Arlanda, eller omvänt, är generellt 20 minuter, dock förekommer enstaka avgångar i morgon- och eftermiddagsrusning med något längre gångtid. Under högtrafik går tågen upp till var tionde minut, övrig tid var 15:e eller 30:e minut, utom nattetid.

## Stationer
Vid ankomsten till flygplatsen stannar Arlanda Express först vid stationen Arlanda Södra, som betjänar terminalerna 2, 3 och 4, därefter fortsätter tåget till slutstationen Arlanda Norra, som betjänar terminal 5 och Sky City. Avståndet mellan de två underjordiska stationerna är ca 400 meter.[källa behövs] Vid Arlanda har det även byggts genomgående tunnelspår för andra tåg, med stationen Arlanda C som nås från Sky City. Arlanda Express trafikerar dock inte den stationen utan endast Arlanda Södra och Arlanda Norra.
Sky City är en byggnad mellan terminal 4 och 5 där även vidare information om fjärrtrafiken kan fås och biljetter köpas.
Vid Stockholm C trafikerar Arlanda Express spår 1–2, med biljettkontor och taxiangöring vid Vasaplan, ca 100 meter norr om Centralhallen.

## Fordon
Arlanda Express använder tågsätten X3 tillverkade av Alstom. Högsta hastighet för tågsätten är 200 km/h. Endast ett litet antal tågsätt, 7 stycken, har tillverkats. X3 är ett fyrvagnars motorvagnstågsätt som är permanent sammankopplat. Totalt är tågsättet 93,4 m långt och har en tomvikt av 193,2 ton, motsvarande 1,015 ton per sittplats. Vagnskorgarna (karosserna) är byggda av stålplåt. Totalt har tågsättet 16 axlar, varav hälften är drivna. X3 har totalt 190 sittplatser, i genomsnitt cirka 48 platser per vagn.
År 2029 kommer nya tåg att ersätta de gamla tågen. Dessa har plats för 50 % fler resenärer. Tågen kommer att tillverkas av Stadler, som även kommer att underhålla dessa vagnar.

## Inverkan på resemarknaden
Under 2017 reste 3,7 miljoner passagerare med Arlanda Express, enligt ett pressmeddelande från maj 2018 (i genomsnitt cirka 10 000 resenärer per dag).
Arlandabanan, som också trafikeras av fjärr- och pendeltåg hade samtidigt 5,8 miljoner resande.
Enligt Swedavias resvaneundersökning 2025 görs ungefär hälften av alla markbundna resor till och från Arlanda med privatbil, och den andra hälften med kollektivtrafik som tåg och buss.

## Ägarförhållanden

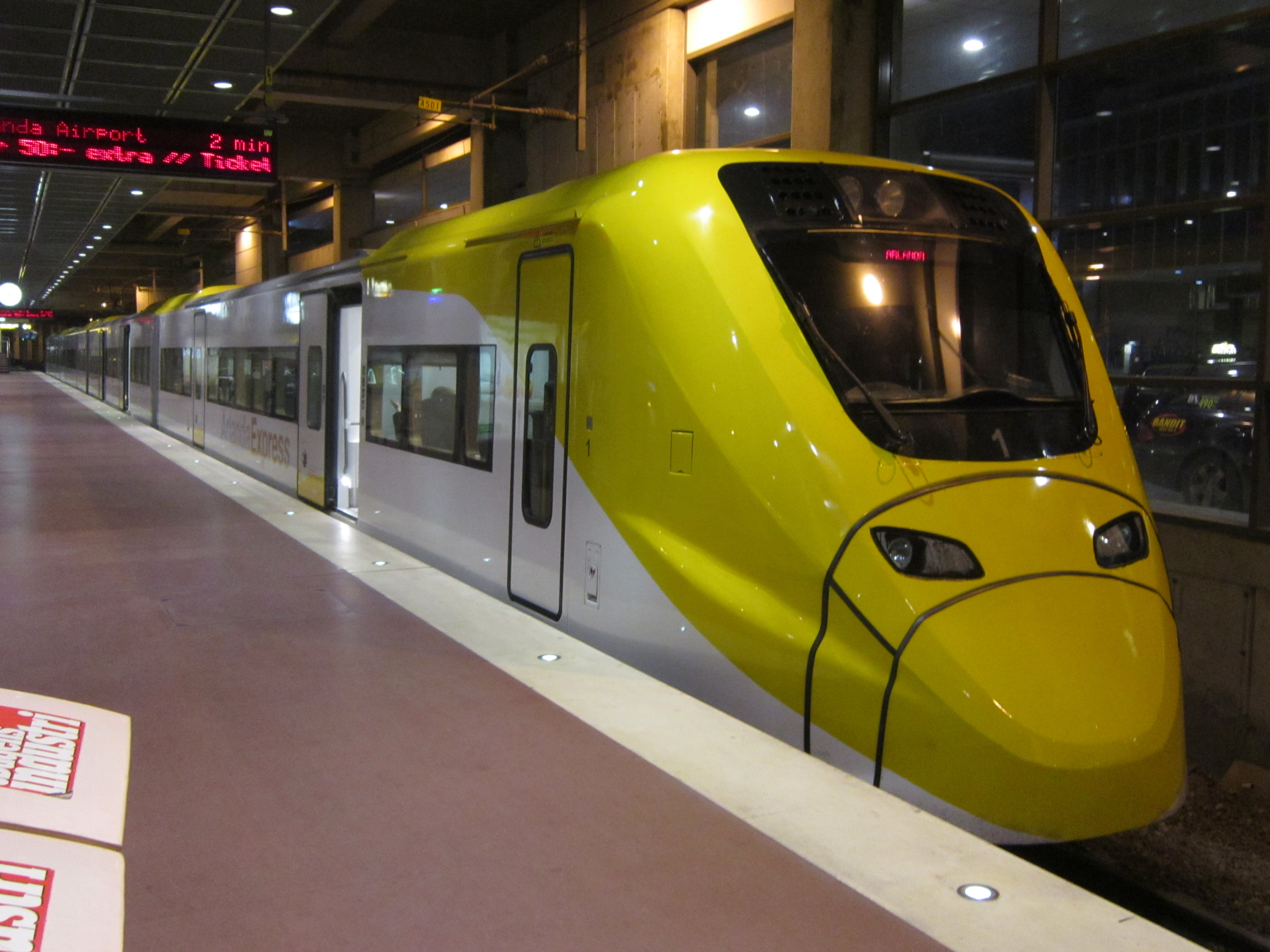
Arlanda Express på Stockholms centralstation 2011.

A-Train AB driver Arlanda Express och har ensamrätt på trafiken mellan Stockholm och Arlanda flygplats till år 2050. Rätten bygger på ett avtal med staten från tiden då Arlandabanan byggdes. Avtalet förlängdes med tio år hösten 2019. A-Train sköter driften på kommersiella villkor och behåller alla biljettintäkter.
Sedan 2014 ägs A-Train av en grupp investerare från Australien och Kina. Ägarna består av State Super, Sunsuper och State Administration of Foreign Exchange (SAFE). State Super är en australisk pensionsfond för offentligt anställda och äger 37,5 procent av bolaget. Sunsuper, en annan stor australisk pensionsfond, äger 25 procent. SAFE är en kinesisk myndighet som förvaltar statens valutareserver och representeras vid investeringar i Europa av det brittiska bolaget Ginkgo Tree Investment Ltd. Tillsammans äger SAFE och Ginkgo Tree 37,5 procent av A-Train. 
Mellan januari 2004 och 2014 ägdes A-Train till 100 procent av det australiska finansbolaget Macquarie Group, efter att tidigare ha kontrollerats av det konsortium som byggde Arlandabanan.

## Ekonomi
När Macquarie Group köpte Arlanda Express år 2004, lånade de nya ägarna ut 450 miljoner kronor till bolaget, med en ränta på 13 procent. Det gjorde att Arlanda Express fick höga räntekostnader, vilket minskade vinsten. Eftersom vinsten blev låg behövde bolaget inte betala någon skatt i Sverige. De här räntebetalningarna gick till ett ägarbolag i Luxemburg, där skatten på utdelningar är låg. På grund av detta upplägg betalade Arlanda Express ingen skatt mellan 2004 och 2011 – i stället fick de tillbaka 76 miljoner kronor från Skatteverket.

## Externa länkar

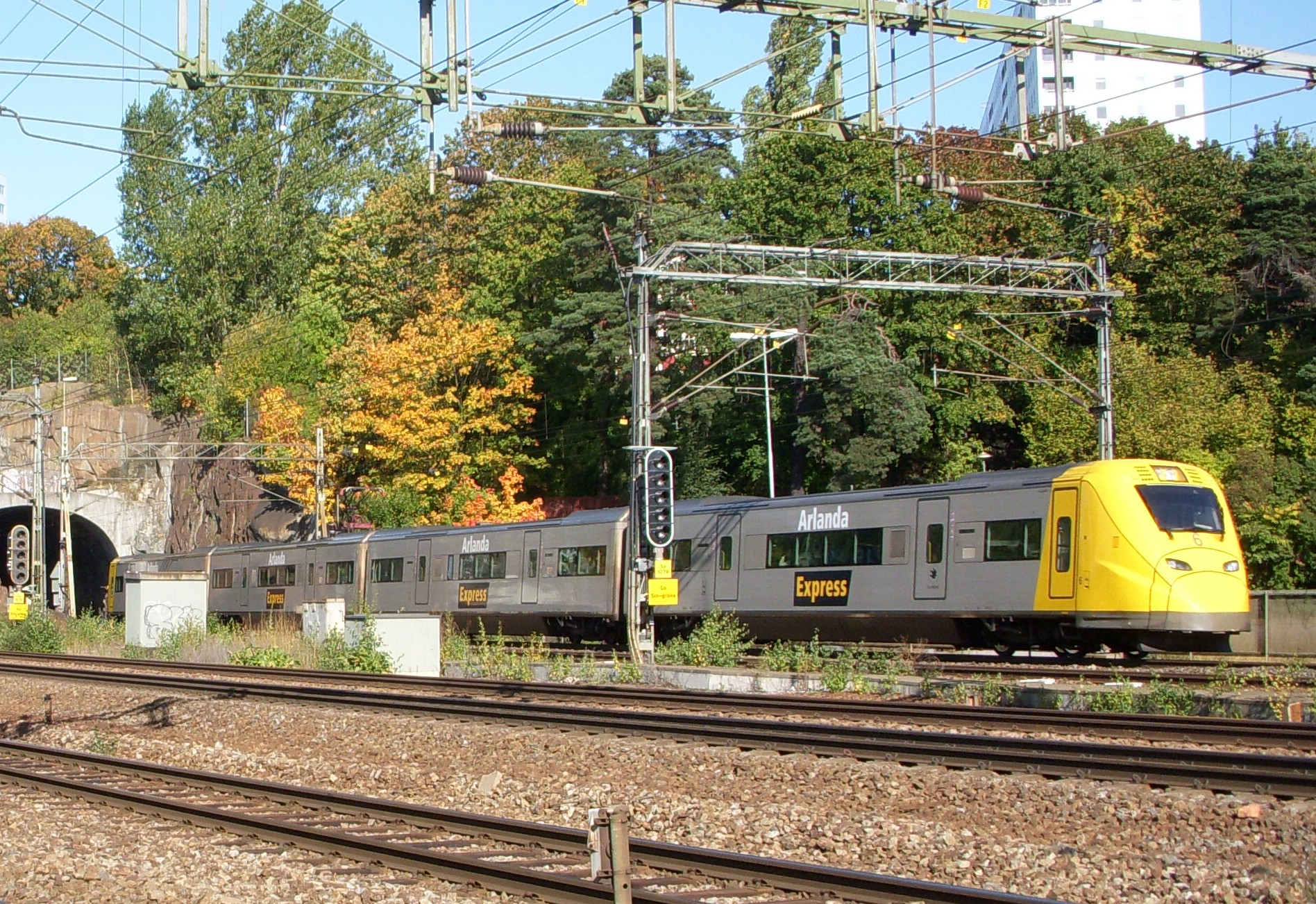
Arlanda Express i september 2009 vid Hagalundstunneln, Solna.